# Timora zavattarii
Timora zavattarii is een vlinder uit de familie uilen (Noctuidae). De wetenschappelijke naam van deze soort is voor het eerst geldig gepubliceerd in 1944 door Berio.
De soort komt voor in tropisch Afrika.